# Discografie van Sebastian Bach
De discografie van de Canadese heavy metalzanger Sebastian Bach bestaat momenteel uit 3 studioalbums, 1 livealbum, 1 compilatiealbum, 1 ep, 8 singles en video's. Deze lijst bevat alle solomateriaal of sideprojecten uitgevoerd door Sebastian Bach.

## Solo

### Studioalbums
| Titel                | Albumdetails                                                    | Piek chartposities | Piek chartposities | Verkoop                     |
| Titel                | Albumdetails                                                    | US                 | JPN                | Verkoop                     |
| -------------------- | --------------------------------------------------------------- | ------------------ | ------------------ | --------------------------- |
| Angel Down           | - Publicatiedatum: 20 november 2007 - Label: Caroline Records   | 191                | 52                 | - WW: 100,000+ - US: 6,000+ |
| Kicking & Screaming  | - Publicatiedatum: 27 september 2011 - Label: Frontiers Records | 73                 | 73                 | - US: 6,000+                |
| Give 'Em Hell        | - Publicatiedatum: 22 april 2014 - Label: Frontiers Records     | 72                 | 178                | - US: 4,000+                |
| Child Within the Man | - Publicatiedatum: 10 mei 2024 - Label: Reigning Phoenix Music  | —                  | 41                 |                             |

### Ep's
| Titel          | Albumdetails                                              |
| -------------- | --------------------------------------------------------- |
| Finding My Way | - Publicatiedatum: 1 oktober 2009 - Label: Deadline Music |

### Livealbums
| Bring 'Em Bach Alive!                                                                                  | - Publicatiedatum: 2 november 1998 - Label: Spitfire Records | 95 | - US: 16,979+ |
| ABachalypse Now                                                                                        | - Publicatiedatum: 22 maart 2013 - Label: Frontiers Records  | —  |               |
| "—" duidt een opname aan die zich niet in de charts kon plaatsen of niet is uitgebracht in dat gebied. |                                                              |    |               |

### Compilatiealbums
| Titel          | Albumdetails                                      |
| -------------- | ------------------------------------------------- |
| Bach 2: Basics | - Publicatiedatum: 2001 - Label: Zelf uitgebracht |

### Singles
| 1998                                                           | Superjerk, Superstar, Supertears                     | — | Bring 'Em Bach Alive! |
| 1999                                                           | Rock N Roll                                          | — | Bring 'Em Bach Alive! |
| 2007                                                           | Back in the Saddle (Aerosmith cover; feat. Axl Rose) | — | Angel Down            |
| 2007                                                           | (Love Is) A Bitchslap (feat. Axl Rose)               | 4 | Angel Down            |
| 2007                                                           | By Your Side                                         | — | Angel Down            |
| 2007                                                           | You Don't Understand                                 | — | Angel Down            |
| 2007                                                           | Falling Into You                                     | — | Angel Down            |
| 2008                                                           | Battle With the Bottle                               | — | non-album single      |
| 2011                                                           | Kicking & Screaming                                  | — | Kicking & Screaming   |
| 2011                                                           | My Own Worst Enemy                                   | — | Kicking & Screaming   |
| 2011                                                           | I'm Alive                                            | — | Kicking & Screaming   |
| 2014                                                           | Temptation                                           | — | Give 'Em Hell         |
| "—" duidt publicaties aan die zich niet in de charts plaatsten |                                                      |   |                       |

### Videografie

#### Videoalbums
| Forever Wild                                                                                           | - Publicatiedatum: 15 juni 2004 - Label: Eagle Vision         | 232 |
| Road Rage                                                                                              | - Publicatiedatum: 20 november 2008 - Label: Caroline Records | —   |
| As Long As I Got The Music                                                                             | - Release date: 27 september 2011 - Label: Frontiers Records  | —   |
| ABachalypse Now                                                                                        | - Publicatiedatum: 22 maart 2013 - Label: Frontiers Records   | —   |
| "—" duidt een opname aan die zich niet in de charts kon plaatsen of niet is uitgebracht in dat gebied. |                                                               |     |

#### Music video's
| Jaar | Titel                              | Geregisseerd    |
| ---- | ---------------------------------- | --------------- |
| 2007 | (Love Is) A Bitchslap              | —               |
| 2008 | Battle With The Bottle             | Wayne Isham     |
| 2011 | Kicking & Screaming                | Devin DeHaven   |
| 2011 | Tunnelvision                       | —               |
| 2011 | I'm Alive                          | Devin DeHaven   |
| 2014 | Temptation                         | Patrick Fogarty |
| 2014 | Taking Back Tomorrow (lyric video) | —               |
| 2014 | All My Friends Are Dead            | —               |

### Andere optredens
- 1989: Trouble Walkin' – Ace Frehley, achtergrondzang op Back To School
- 1989: Dr. Feelgood – Mötley Crüe, achtergrondzang op Time for Change
- 1993: Believe in Me – Duff McKagan, zang op Trouble
- 1993: Acid Eaters – Ramones, achtergrondzang op Out of Time
- 1995: Working Man - A Tribute to Rush, leadzang op Working Man & Jacob's Ladder
- 1996: Spacewalk: A Salute to Ace Frehley, leadzang op Rock Bottom
- 1998: Thunderbolt: A Tribute to AC/DC, leadzang op Little Lover & TNT
- 2000: Slave to the Power: The Iron Maiden Tribute, leadzang op Children Of The Damned
- 2000: Randy Rhoads Tribute - A Tribute to Randy Rhoads, leadzang op Believer, Crazy Train" & "I Don't Know
- 2001: Twisted Forever – A Tribute to Twisted Sister, leadzang op You Can't Stop Rock 'N Roll
- 2003: Sophie – BulletBoys, achtergrondzang op Neighborhood
- 2006: Soundtrack of a Soul – Liberty N' Justice, leadzang op Another Nail
- 2007: Trailer Park Boys – Season 7
- 2008: 4-All:The Best of LNJ – Liberty N' Justice, leadzang op Another Nail
- 2008: Chinese Democracy – Guns N' Roses, achtergrondzang op Sorry
- 2008: Heavy Hitters – Michael Schenker Group, leadzang op I Don't Live Today
- 2010: Siam Shade Tribute, leadzang op Don't Tell Lies
- 2012: Todos Os Meus Passos – Kiara Rocks, achtergrondzang op Careless Whisper
- 2012: Slave to the Empire – T&N, leadzang op Alone Again
- 2013: Born To Rage non-album single - Dada Life, leadzang
- 2015: Randy Rhoads Remembered Volume 1 leadzang op SATO

## Met Kid Wikkid
- 1985: Kid Wikkid / Maple Metal / lp & cassette / Attic Records / Take A Look At Me / Canada

## Met Skid Row
- 1988: Basement Tapes (zeldzame demo)
- 1989: Skid Row
- 1991: Slave to the Grind
- 1992: B-Side Ourselves (ep)
- 1995: Subhuman Race
- 1998: 40 Seasons: The Best of Skid Row

### Live
- 1995: Subhuman Beings on Tour (ep)

### Video's
- 1991: Oh Say Can You Scream
- 1993: No Frills Video
- 1993: Road Kill

## Met The Last Hard Men
- 1998: The Last Hard Men (opnieuw uitgebracht in 2001)

## Met Frameshift
- 2005: An Absence of Empathy